# Spathuliger antelmei
Spathuliger antelmei là một loài bọ cánh cứng trong họ Cerambycidae.